# Stewart McPherson
Stewart R. McPherson (1983) es un geógrafo y naturalista inglés.

## Biografía
Estudió en la Universidad de Durham en Inglaterra, en la Universidad de Tubinga en Alemania, y en la Universidad Yale en EE. UU..
Ha sido autor de doce volúmenes concernientes a la Historia natural, muy enfocados sobre plantas carnívoras:
- Pitcher Plants of the Americas[2]
- Lost Worlds of the Guiana Highlands[3]
- Glistening Carnivores - The Sticky-Leaved Insect-Eating Plants
- Pitcher Plants of the Old World. 2 vols.
- Carnivorous Plants and their Habitats. 2 vols.[4]
- Sarraceniaceae of North America, coautoría con Donald Schnell
- Sarraceniaceae of South America, coautoría con Andreas Wistuba, Andreas Fleischmann, Joachim Nerz)
- Field Guide to the Pitcher Plants of the Philippines, coautoría con Víctor B. Amoroso
- New Nepenthes. 1 vol.
- Field Guide to the Pitcher Plants of Sulawesi, coautoría con Alastair Robinson)

McPherson codescubrió numerosas especies, como Nepenthes attenboroughii, y de Nepenthes chaniana.
- La abreviatura «S.McPherson» se emplea para indicar a Stewart McPherson como autoridad en la descripción y clasificación científica de los vegetales.[5]